# MICO (歌手)
MICO（みこ、1992年9月3日 - ）は、日本の歌手、シンガーソングライター。バンド・ふぇのたすやソロプロジェクト・SHE IS SUMMERのヴォーカルとして活動していた。既婚。

## 概要
兵庫県神戸市出身。15歳の春にピアノを独学で始め、同時に作詞作曲も始める。翌年には初のワンマンライブを行う。
2010年2月、東京カルチャーカルチャーで行われた「EMI "GREAT HUNTING" 公開デモ評議委員会!!」に持ち込んだデモテープを吉田豪が激賞。
2011年4月には「八雲ミコ」（やくもみこ）名義で初の音源「恋に落ちて」をリリース。のちにひらがな表記の「やくもみこ」に変更。

### ふぇのたす
GREAT HUNTINGの加茂啓太郎がphenomenonのヤマモトショウ・澤ミキヒコを紹介。2012年夏にふぇのたすを結成。ヴォーカル「みこ」として活動。
2013年にインディーズデビュー。2015年3月にメジャーデビューするものの、同年5月にメンバーの澤が逝去。その後は残された2人のみで活動を続けるものの同年9月に解散。澤が逝去してからのみこは家で引きこもる毎日になり、自分の身に起こった物事を半分他人事のように考え消化できずにいた。ふぇのたすを続けるか解散するかの話し合いも行われ、そこで周りのスタッフは2人で続けたいならば応援すると言ってくれ、みこは続けることを決め再始動ライブの準備が始まる。だが残された2人での再始動ライブの準備をしていく中で、ふぇのたすは3人でふぇのたすであることを思い知らされるようになる。そして2人でふぇのたすとしての活動はできないという答えを出し、再始動ライブで解散を発表するという形になった。

### ふぇのたす解散後
2015年12月には阿佐ヶ谷でSakuとライブ展示企画を実施。これはロンドンで2週間過ごしたことをきっかけに、自由な表現に興味を持ち行われたイベントである。Sakuとの脳内が演出された空間でのライブパフォーマンスであった。
なお、Sakuとは2016年頃から2年間ルームシェアをしていたとブログで明かした。
2016年1月、ふかわりょうの音楽ユニット「ROCKETMAN」の新曲にボーカルとして参加。ここでふかわりょうとMICOは、ROCKETMANのデビュー時を彷彿する黄色いトレーナー姿となった。

### SHE IS SUMMER
2016年4月にはソロプロジェクトであるSHE IS SUMMERを始動し、音楽活動を再開させることとなった。これについてMICOは、これまでの出会いを大切に、新しい出会いに身を任せて歩いていればこうなったとコメント。一人でも多くの人と一秒でも長く幸せな時間を過ごせるために、自身の全てをこのプロジェクトに捧げる予定。名前の由来はアメリカ映画『(500)日のサマー』からで、ステージに立っている間だけでも『（ヒロインの）サマーちゃんみたいだね』と言われたいという思いが込められている。
2019年11月よりインターネットラジオ局Backstage Cafeにて初の冠番組となる『LIKESONG』を担当する。
2019年12月には同年11月にリリースされた「WAVE MOTION」に収録されている「嬉しくなっちゃって」をモチーフとした短編映画が配信された。
なお同アルバムに収録されている「海岸2号線」は車をモチーフにした楽曲のミュージックビデオを制作するプロジェクトである「feat.CARS」(トヨタ自動車)の第一弾としてMVが制作された。
2020年6月にはMICO名義でのyoutubeチャンネルを開設。撮影・編集も自ら行っている。
2021年1月、同年4月をもってSHE IS SUMMERとしての活動を終了することを発表。4月15日にTSUTAYA O-EASTにてラストワンマンライブを開催。

### SHE IS SUMMER活動終了後
ヤマモトショウがプロデュースするアイドルグループ・fishbowlのビジュアルプロデュースを担当している。
2022年6月、新プロジェクトGIRLS FIGHT CLUBをスタートした。
2022年10月2日、ふぇのたす結成10周年を記念して、ふぇのたすとして1日限定で復活した。

## 作品
- 八雲ミコ
  - 「恋に落ちて」
- やくもみこ
  - 「日曜日、家事をしよう」
  - 「ぎゅっとして、ぱっと離して、ちゅうをして」
- M.I.Y
  - 「好きかな好きかも/さよならまでが恋愛です」（2013年）※みきちゅとの期間限定ユニット[20]

### SHE IS SUMMER

#### EP
- 「ラブリー・フラストレーション EP」（2016年8月3日、Being）
- 「Swimming in the Love E.P.」（2017年6月7日、Being）
- 「MIRACLE FOOD」(2019年5月15日、Being)

#### アルバム
- 『WATER』（2017年11月8日、Being）
- 『WAVE MOTION』（2019年11月27日、Being）
- 『DOOR』（2021年3月17日、Being）

#### ミニアルバム
- 『hair salon』（2018年8月1日、Being）

#### 配信シングル
- 「綺麗にきみをあいしてたい」(2020年4月8日、Being)

### GIRLS FIGHT CLUB

#### EP
- 「Mary」(2023年3月14日)

#### 配信シングル
- 「うさぎはどこへ逃げた？」」(2023年3月15日)

## 出演

### ナレーション
- 受験恋愛リアリティーショー 勝負の夏! 〜先生、勉強も恋も教えてください〜（2018年7月3日 - 2019年3月10日、AbemaTV）[21]

### インターネットラジオ
- LIKESONG（2019年、Backstage Cafe）※毎月第2・第4火曜日担当[12]

### CM
- ヤマハ・トリシティシリーズ「サウナとトリシティでととのった！」編（2017年7月）
  - ボーカル担当。前山田健一（ヒャダイン）プロデュース。CMには吉田豪も出演[22]